# Filinia camasecla
Filinia camasecla är en hjuldjursart som beskrevs av Myers 1938. Filinia camasecla ingår i släktet Filinia och familjen Trochosphaeridae. Inga underarter finns listade i Catalogue of Life.